# 타린 파워

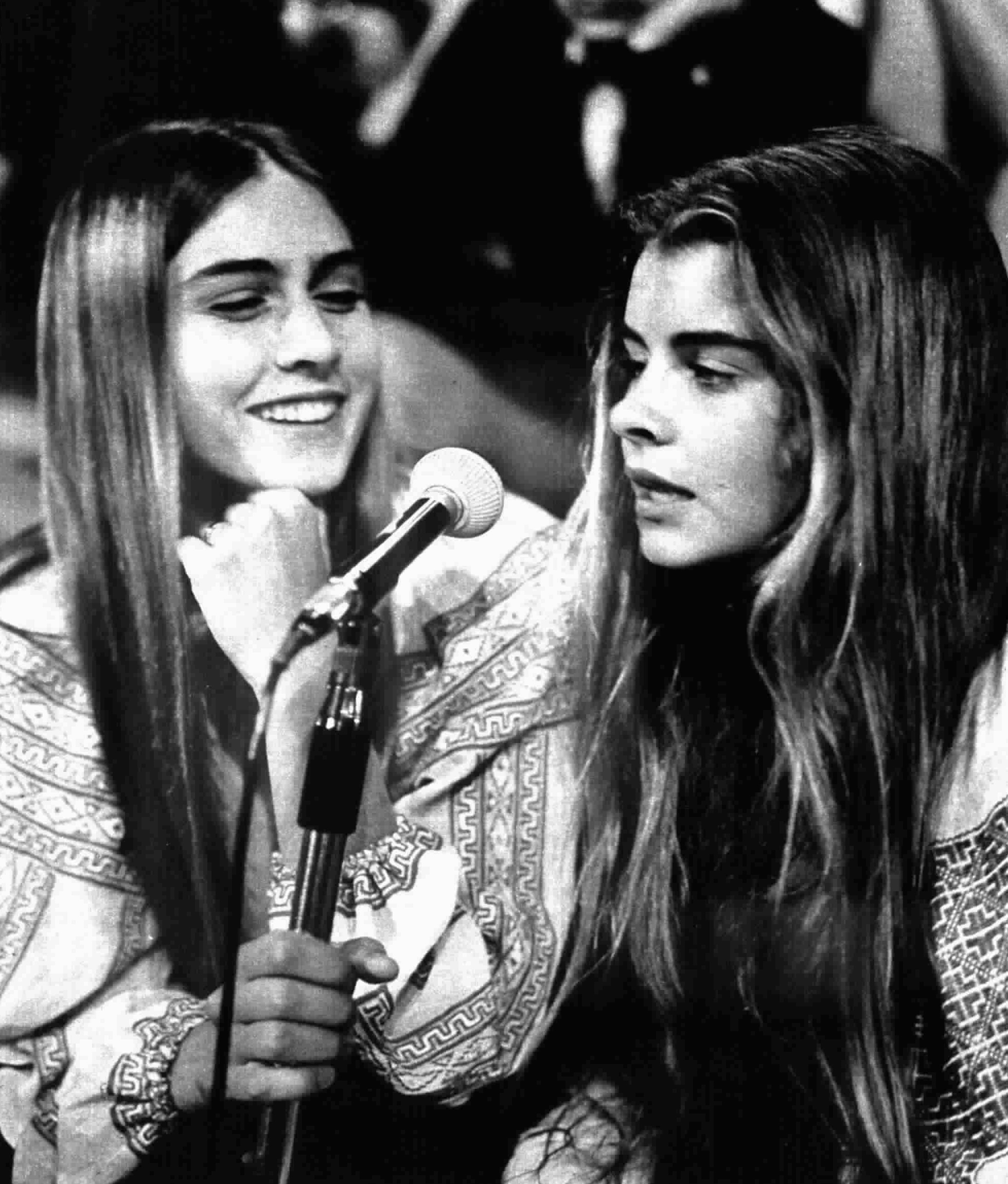

타린 파워(Taryn Power, 1953년 9월 13일 ~ 2020년 6월 26일)는 미국의 배우, 사교계 명사, 교사, 작가이다.
로스앤젤레스에서 태어났다.

## 영화
- 히드라 - 몬스터 오브 더 딥 (1984년)
- 신밧드와 마법의 눈 (1977년) - 다이오네 역
- 몬테 크리스토 백작 (1975년)